# Kala-e-Bóst
Kala-e-Bóst (persky: قلعه بست), také romanizovaně Kalaj Búst, je pevnost v Bóstu v provincii Hilmand v Afghánistánu, postavená před 3 000 lety. Nachází se poblíž soutoku řek Hilmand a Arghandáb, půl hodiny jízdy jižně od Laškargáhu. Kala-e-Bóst je známá svým dekorativním obloukem z 11. století, který se objevuje na bankovce o hodnotě 100 afghánských afghání. Oblouk je součástí pozůstatků mešity.

## Dějiny
V roce 2006 byla zahájena výstavba dlážděné cesty vedoucí z jižního Laškargáhu k oblouku Kala-e-Bóst (známý čtenářům knihy Karavany Jamese A. Michenera jako Kala Bíst.) Od dubna 2008 bylo možné sestoupit do prastaré šachty asi 6 metrů široké a 61 metrů hluboké, s řadou tmavých postranních místností a točitým schodištěm. V roce 2020 byly na pevnosti zahájeny restaurátorské práce.
V roce 2021 se stala domovem pro stovky lidí, kteří uprchli před Tálibánem.

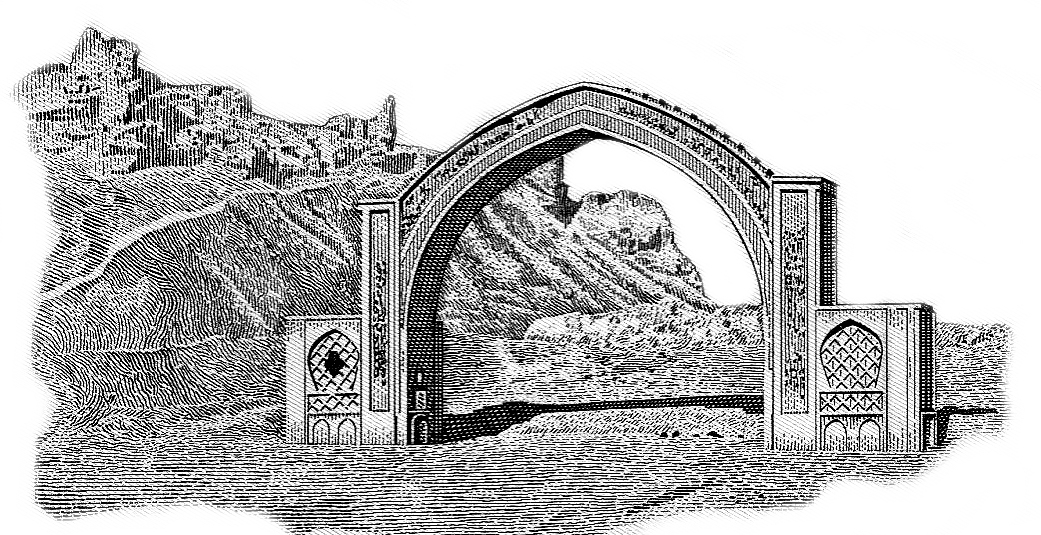
Pevnost a oblouk Kala-e-Bóst vytištěné na afghánské bankovce